# Gryllus miopteryx
Gryllus miopteryx är en insektsart som beskrevs av Henri Saussure 1877. Gryllus miopteryx ingår i släktet Gryllus och familjen syrsor. Inga underarter finns listade i Catalogue of Life.